# 潘鯁
潘鯁（?—?），字昌言，潘堂之長子，寓居地黄州吝安镇，潘大臨、潘大觀之父。
少居長樂三溪，从名士周希孟學習，宋元豐己末（1079年）進士，歷任推官。元豐三年（1080年），蘇東坡貶黃州時，與潘鯁家人有往來。元豐年間，潘鯁在樊口開酒店，取樊川之水釀，稱“潘生酒”。张耒曾应为潘鲠作墓志铭